# بن‌بست راست‌روده‌ای-رحمی
بن‌بست راست‌روده‌ای-رحمی (انگلیسی: Rectouterine pouch) یا بن‌بست داگلاس امتداد صفاق به فضای بین دیواره خلفی رحم و راست‌روده در جنس مؤنث است. این بخش از بدن نامش را از پزشک و کالبدشناس اسکاتلندی جیمز داگلاس می‌گیرد. در جراحی زنان و زایمان به این حفره، «کُلدوساک خلفی» هم گفته می‌شود.

## ساختار
در زنان، بن‌بست داگلاس عمیق‌ترین نقطه حفره صفاقی است که در پشت رحم و جلوی راست‌روده قرار دارد و مرز قُدامی آن را فورنیکس خلفی واژن تشکیل می‌دهد. بن‌بست که در طرف دیگر رحم در نزدیکی فورنیکس قدامی قرار دارد، بن‌بست رحمی-مثانه‌ای است.
صفاق پس از عبور از فوندوس رحم، به سمت پایین در محاذات تمام قسمت پشتی رحم امتداد می‌یابد و به دیواره خلفی واژن می‌رسد و سپس به سمت بالا چین می‌خورد و بر روی قسمت قدامی آمپول راست‌روده (یعنی قسمت تحتانی رکتوم) حرکت می‌کرده و آن را می‌پوشاند.
در مردان، به‌جای بن‌بست داگلاس، بن‌بست راست‌روده‌ای-مثانه‌ای قرار دارد که بین مثانه و راست‌روده جای گرفته است.

### مایع صفاقی
وجود تقریباً ۱ تا ۳ میلی لیتر مایع در بن‌بست داگلاس در طول چرخه قاعدگی طبیعی است. بعد از تخمک‌گذاری بین ۴ تا ۵ میلی لیتر مایع در بن‌بست داگلاس وجود دارد.

## اهمیت بالینی
بن‌بست داگلاس که پایین‌ترین قسمت حفره صفاقی در زنان در وضعیت خوابیده به پشت است، محل شایعی برای انتشار پاتولوژی‌هایی مانند آسیت، تومور، آندومتریوز، چرک و غیره است.
همچنین از آنجایی که بن‌بست داگلاس دورترین نقطه حفره شکمی-لگنی در زنان است، محلی است که معمولاً عفونت و مایعات در آن جمع می‌شوند.
بن‌بست داگلاس را می‌توان در درمان نارسایی کلیه در مرحله نهایی در بیمارانی که با دیالیز صفاقی درمان می‌شوند استفاده کرد. نوک کاتتر دیالیز در عمیق‌ترین نقطه بن‌بست قرار می‌گیرد.

## بیشتر بخوانید
- Gullmo A (1980). "Herniography. The diagnosis of hernia in the groin and incompetence of the pouch of Douglas and pelvic floor". Acta Radiologica. Supplementum. 361: 1–76. PMID 6297246.
- Anaf V, Simon P, El Nakadi I, Simonart T, Noel J, Buxant F (February 2001). "Impact of surgical resection of rectovaginal pouch of douglas endometriotic nodules on pelvic pain and some elements of patients' sex life". The Journal of the American Association of Gynecologic Laparoscopists. 8 (1): 55–60. doi:10.1016/s1074-3804(05)60549-x. PMID 11172115.
- Baessler K, Schuessler B (March 2000). "The depth of the pouch of Douglas in nulliparous and parous women without genital prolapse and in patients with genital prolapse". American Journal of Obstetrics and Gynecology. 182 (3): 540–4. doi:10.1067/mob.2000.104836. PMID 10739505.
- Ostör AG, Nirenberg A, Ashdown ML, Murphy DJ (June 1994). "Extragenital adenosarcoma arising in the pouch of Douglas". Gynecologic Oncology. 53 (3): 373–5. doi:10.1006/gyno.1994.1151. PMID 8206414.
- Tsin, DA (2001). "Culdolaparoscopy: a preliminary report". JSLS. 5 (1): 69–71. PMC 3015410. PMID 11303998.